# Pioneer Fund (Stiftung)
Der Pioneer Fund (Rebranding 2022 als: Human Diversity Foundation, kurz: HDF) ist eine US-amerikanische Stiftung „zur Förderung der wissenschaftlichen Erforschung von Vererbung und menschlicher Unterschiede“. Erklärtes Ziel des Funds ist es, Projekte zu unterstützen, die wegen des umstrittenen Forschungsgegenstandes Schwierigkeiten haben, sich anderweitig zu finanzieren. Wissenschaftler haben den Fund als rassistisch kritisiert, der White-Supremacy-Ideologie zugerechnet und als hate group kategorisiert.

## Gründung und Profil
Die Stiftung wurde 1937 mit finanzieller Unterstützung eines Textilfabrikbesitzers gegründet. Eines der beiden Ziele war die Förderung der Geburtenrate von Weißen mit Urahnen, die bereits vor der Annahme der Verfassung auf dem Gebiet der USA lebten. Das Vorbild hierzu war das Lebensbornprogramm der Nationalsozialisten. Das zweite Ziel bildeten die Forschung und Verbreitung von Informationen z. B. zu „Fragen der Rassenverbesserung“.
Der Fund stand in dem Zusammenhang auch der Eugenik nahe (was ebenso auf Kritik stößt). Der Eugeniker und damalige Präsident des Pioneer Funds Harry H. Laughlin organisierte etwa mit finanzieller Hilfe des Funds vor dem Zweiten Weltkrieg die Verbreitung des NS-Propagandafilms Erbkrank unter dem Titel Eugenics in Germany in den Vereinigten Staaten.

## Aktuelle Aktivitäten
Von 2002 bis zu seinem Tod 2012 leitete der Psychologie-Professor John Philippe Rushton den Fund. Seit 2013 leitet Richard Lynn gemeinsam mit Gerhard Meisenberg den Pioneer Fund. Zu den weiteren finanziell unterstützten Autoren zählen unter anderen Hans Jürgen Eysenck, Linda Gottfredson und in seinen späteren Jahren William Bradford Shockley.
Zu den finanzierten Studien gehören die Minnesota Twin Family Study und das Texas Adoption Project sowie Forschung, die in das 1994 veröffentlichte Buch The Bell Curve einfloss.
Bis 2024 war der Unternehmer Andrew Conru wesentlicher Finanzier der Stiftung, der auch andere Suprematisten wie Jared Taylor, Ron Unz und Turning Point USA unterstützt haben soll, seine Spenden an die HDF jedoch nach Recherchen von The Guardian und anderen eingestellt haben will. Wesentlich für die Aktivitäten der Human Diversity Foundation sollen derzeit der Rechtsextremist und AfD-Berater Erik Ahrens und der ehemalige Religionslehrer Matthew Frost (Pseudonym: Matt Archer) sein. Forschungschef ist der seit geraumer Zeit in Deutschland lebende Rassentheoretiker Emil O. W. Kirkegaard, der auch für seine apologetischen Ansichten gegenüber sexuellem Kindesmissbrauch bekannt ist.
Im Oktober gründeten Ahrens und Frost über die HDF den Privatclub Neo Byzantium, der vorgeblich zur Elitenbildung eines rassistischen Europas geschaffen wurde, jedoch vielmehr zur Bildung einer breiten, opferbereiten und entsprechend manipulierten Anhängerschaft dienen soll. Das Konzept soll dem Multi-Level-Marketing und einem entsprechenden Vorhaben Andrew Tates entlehnt sein.